# Evangelisches Stift St. Martin Koblenz

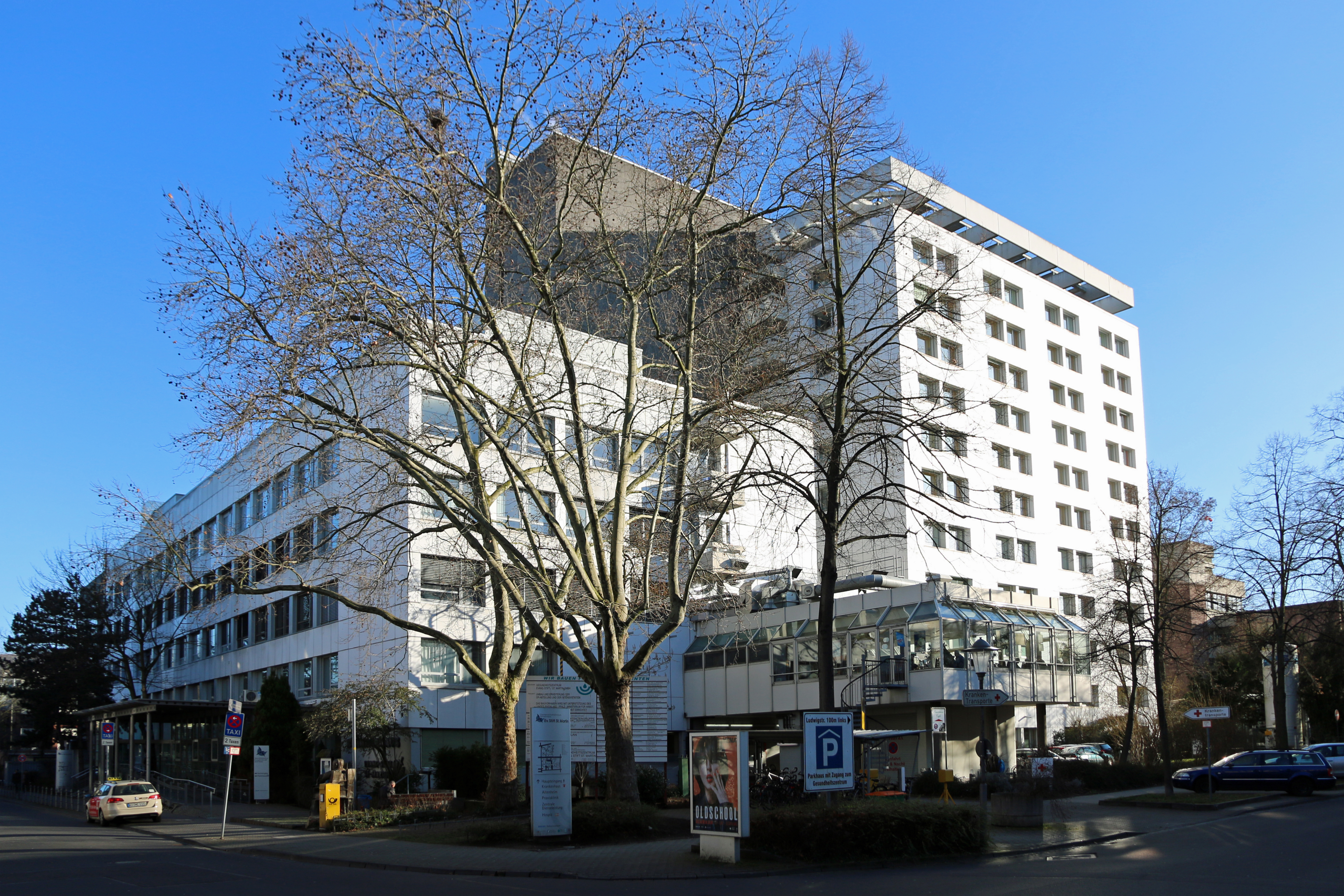
Das Krankenhaus Evangelisches Stift St. Martin in Koblenz

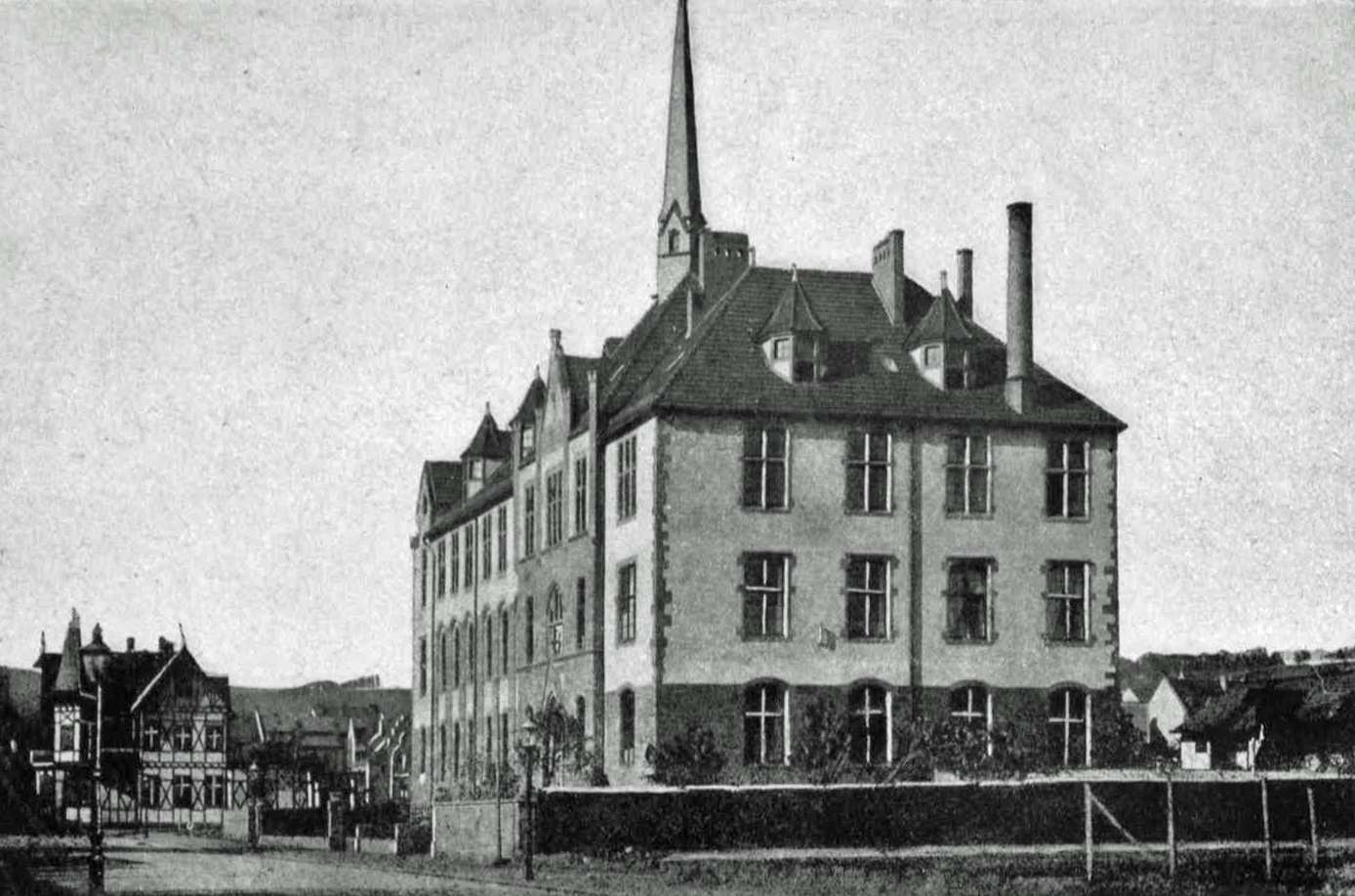
Das neuerbaute Krankenhaus in der neuen Südlichen Vorstadt um 1900

Das Evangelische Stift St. Martin ist ein Krankenhaus in der Südlichen Vorstadt von Koblenz. Das 1844 gegründete Stiftungskrankenhaus verfügt über 12 Kliniken und 10 zertifizierte Einheiten mit insgesamt 349 Betten und ist Teil des Gemeinschaftsklinikums Mittelrhein, ein 2014 gegründeter Klinikverbund der Maximalversorgung. Auf dem Krankenhausareal befindet sich ein Hubschrauberlandeplatz, über den Notfall-Patienten mithilfe eines Rettungshubschraubers schnell eingeliefert werden können. Die Klinik ist akademisches Lehrkrankenhaus der Universität Mainz. Der Standort Evangelisches Stift versorgt mit rund 730 Mitarbeitern jährlich rund 11.700 stationäre (inkl. teilstationäre) und 25.300 ambulante Patienten (inkl. ambulante OP).

## Geschichte
Gegründet wurde das Evangelische Stift St. Martin im Herbst 1844 von Johann Friedrich Kehr, dem Repräsentanten der evangelischen Kirche im Rheinland, als „Waisen- und Krankenhaus Evangelisches Stift St. Martin“. Ein Grund für die Einrichtung war, dass die evangelischen Bürger im städtischen Bürgerhospital von den dort arbeitenden Borromäerinnen in aggressiver Weise zum Übertritt zum Katholizismus bewegt wurden. Unterstützt wurde Kehr von König Friedrich Wilhelm IV., der ihm 3000 Taler schenkte und ein Haus in Koblenz zur Verfügung stellte. Ende des 19. Jahrhunderts war bedingt durch das rasche Wachstum des Stiftungskrankenhauses ein neues Gebäude erforderlich. Im Rahmen der südlichen Stadterweiterung wurde in der neuen Südlichen Vorstadt 1898 ein neues Krankenhaus eingeweiht. Der historische Putzbau des Herborner Architekten Ludwig Hofmann zeigte sparsame Formen der Spätgotik. Das neue Gebäude erweiterte man in den Jahren 1902 und 1906.
Das alte Krankenhausgebäude wurde 1966 abgerissen und durch einen modernen Neubau ersetzt, der am 9. April 1970 eingeweiht wurde. Dem langjährigen Chefarzt und Historiker Fritz Michel wurde 1989 nahe dem Eingang zum Hauptgebäude ein Denkmal gesetzt. Im Jahr 2003 schloss sich das Evangelische Stift St. Martin mit dem Gesundheitszentrum zum Heiligen Geist in Boppard und dem Diakoniezentrum Paulinenstift in Nastätten zum „Stiftungsklinikum Mittelrhein“ zusammen.
Aufgrund einer Bombenentschärfung am 4. Dezember 2011 musste das Krankenhaus, wie alle Häuser in der Gefahrenzone, vollständig geräumt werden. Das Stiftungsklinikum Mittelrhein bezifferte seine Kosten auf rund eine Million Euro, 200.000 Euro für die Evakuierung und 800.000 Euro an Umsatzeinbußen.
Der Klinikverbund wurde 2014 um den Kemperhof in Koblenz und das Krankenhaus St. Elisabeth in Mayen erweitert. Der neue und größere Klinikverbund trägt den Namen Gemeinschaftsklinikum Mittelrhein.
Das Krankenhaus erhielt 2014 von der Deutschen Stiftung Organtransplantation eine Auszeichnung für sein Engagement in der Organtransplantationsmedizin. Im Vorjahr wurden alleine hier 18 Organentnahmen durchgeführt, was bundesweit ein Spitzenwert ist.
Im Jahr 2017 konkretisierten sich die Planungen der Geschäftsführung sowie der Gesellschafter, den Standort evangelisches Stift mittelfristig aufzugeben und alle Abteilungen aus wirtschaftlichen Gründen am Standort Kemperhof zusammenzulegen. Voraussetzung hierfür sollen eine entsprechende finanzielle Unterstützung des Landes Rheinland-Pfalz bei den notwendigen Baumaßnahmen sowie ein Nachnutzungskonzept für den bisherigen Standort sein.
Als erste Klinik im Norden von Rheinland-Pfalz wurde die Klinik im November 2024 zusammen mit dem Standort Kemperhof erstmals von der Deutschen Krebsgesellschaft als Onkologisches Zentrum zertifiziert.

## Medizinische Abteilungen
Das Krankenhaus verfügt über die folgenden Kliniken:
- Innere Medizin – Akutgeriatrie
- Innere Medizin – Kardiologie
- Innere Medizin – Hämatologie/Onkologie, Palliativmedizin
- Allgemein- und Viszeralchirurgie
- Orthopädie und Unfallchirurgie (BG-Klinik)
- Plastische, Hand-, Ästhetische und Verbrennungschirurgie
- Neurochirurgie
- Mund-, Kiefer- und Gesichtschirurgie
- Anästhesie, Notfall- und Schmerzmedizin
- Intensivmedizin
- Diagnostische und interventionelle Radiologie, Neuroradiologie
- Augenheilkunde

Daneben existieren folgende Zentren und Einheiten:
- Chest Pain Unit (Brustschmerzeinheit)
- Onkologisches Zentrum Koblenz-Mittelrhein
- Zentrum für Hämatologische Neoplasien Koblenz
- Alterstraumazentrum
- Berufsgenossenschaftliche Stationäre Weiterbehandlung
- Regionales Traumazentrum
- Zentrum für Querschnittlähmung
- Ästhetikzentrum Mittelrhein
- Hirntumorzentrum
- Vaskuläre und ökologische Neurochirurgie
- Zentrum für Robotische Chirurgie
- Zentrum für Mund-, Kiefer- und Gesichtschirurgie
- Angehörigenfreundliche Intensivstation
- Studienzentrum
- Ambulantes OP-Zentrum

Des Weiteren verfügt das Krankenhaus über eine Krankenpflegeschule und durch die Konzerngesellschaft Seniocura über den mobilen Pflegedienst „Stiftmobil“, mit dem hilfsbedürftige, kranke, alte und behinderte Menschen in ihrer vertrauten Umgebung gepflegt werden.
Darüber hinaus rundet das Medizinische Versorgungszentrum (MVZ) Mittelrhein das ambulante Angebot mit den Praxen für Neurochirurgie, Chirurgie, Nuklearmedizin, sowie Innere Medizin/Hausärztliche Versorgung ab.
In räumlicher nähe zum Krankenhaus wird die Senioreneinrichtung Wohnstift St. Martin durch die Tochtergesellschaft Seniocura GmbH betrieben. Hierzu gehört eine Seniorenwohnanlage mit 44 vollstationären Plätzen sowie eine Einrichtung der Kurzzeitpflege.
Die Stiftung evang. Stift St. Martin betreibt gemeinsam mit dem Koblenzer Hospizverein in unmittelbarer nähe zum Krankenhaus und in enger Zusammenarbeit mit diesem ein stationäres Hospiz.

## Bekannte Patienten
- 1966: John Taylor, der Rennfahrer starb nach einem schweren Unfall auf dem Nürburgring